# لارا کرافت: مهاجم مقبره
لارا کرافت: مهاجم مقبره (به انگلیسی: Lara Croft: Tomb Raider) فیلمی اکشن ماجراجویی ۱۰۰ دقیقه‌ای به کارگردانی سایمون وست با بازی آنجلینا جولی در نقش لارا کرافت محصول سال ۲۰۰۱ است که بر اساس مجموعه بازی‌های ویدئویی مهاجم مقبره ساخته شده‌است. این فیلم محصول مشترک آمریکا، انگلستان، ژاپن و آلمان است. دنباله این فیلم با عنوان لارا کرافت مهاجم مقبره: گهواره حیات در سال ۲۰۰۳ منتشر شد.  

## داستان
لارا کرافت (آنجلینا جولی) با تشکیلاتی به نام ایلومیناتی درگیر می‌شود که رهبرشان مانفرد پاول (ایان گلن) در پی به دست آوردن یک شی باستانی است.

## بازیگران
- آنجلینا جولی در نقش لارا کرافت
- ایان گلن در نقش مانفرد پاول
- جان ویت در نقش ریچارد کرافت
- دنیل کریگ در نقش الکس وست
- نوآ تیلور در نقش برایس
- ریچارد جانسون در نقش مرد بخشنده
- کریس باری در نقش هیلاری
- جولیان رایند-تات در نقش آقای پیمز
- لزلی فیلیپس در نقش ویلسون

## تولید
طرح اولیه فیلم در سال ۱۹۹۹ نوشته شد اما توسط پارامونت پیکچرز رد شد، سرانجام فیلمنامه توسط پنج نویسنده نوشته و سایمون وست به عنوان کارگردان انتخاب شد.
پیش از آنکه آنجلینا جولی برای نقش لارا کرافت انتخاب شود، بازیگرانی چون جنیفر لاو هیوت، جنیفر لوپز، رونا میترا، الیزابت هارلی، اشلی جاد، ساندرا بولاک، کاترین زیتا جونز، داین لین، دمی مور و دنیس ریچاردز در نظر گرفته شده‌بودند.
فیلمبردای در ۳۰ ژوئیه ۲۰۰۰ در آنگکور، سیم ریپ و کامبوج انجام شد.

### موسیقی
| شماره | نام                      | مدت  |
| ----- | ------------------------ | ---- |
| ۱.    | «لارا کرافت در خانه»     | ۳:۱۴ |
| ۲.    | «پاول و اشراقی»          | ۲:۱۳ |
| ۳.    | «لارا، رویای پدرش»       | ۲:۵۸ |
| ۴.    | «ساعت»                   | ۱:۴۶ |
| ۵.    | «الکس وست و آقای ویلسون» | ۳:۰۱ |
| ۶.    | «هجوم به خانه»           | ۳:۵۹ |
| ۷.    | «نامه»                   | ۴:۰۵ |
| ۸.    | «سفر به کامبوج»          | ۱:۲۵ |
| ۹.    | «اعماق معبد»             | ۷:۳۶ |
| ۱۰.   | «لارا، نبرد میمون سنگی»  | ۳:۲۳ |
| ۱۱.   | «سیبری»                  | ۲:۵۲ |
| ۱۲.   | «همتراز سیاره»           | ۵:۰۸ |
| ۱۳.   | «لارا پاول را شکست داد»  | ۳:۳۸ |